# Artère infra-orbitaire
L'artère infra-orbitaire (ou artère sous-orbitaire) est une artère systémique paire de la tête. Elle vascularise essentiellement la partie infra-orbitaire du visage.

## Origine
L'artère infra-orbitaire naît du troisième segment de l'artère maxillaire sur la tubérosité maxillaire, elle-même issue du l'artère carotide externe.

## Trajet
L'artère infra-orbitaire se dirige en avant et entre dans l’orbite par la fissure orbitaire inférieure en donnant un rameau orbitaire qui vascularise la paupière inférieure, les muscles du globe oculaire et la glande lacrymale.
Elle parcourt ensuite le canal infra-orbitaire accompagnée du nerf infra-orbitaire.
Dans son parcours dans le canal elle donne l'artère alvéolaire supérieure et antérieure et de façon inconstante l'artère alvéolaire supérieure et moyenne.
Ces dernières vascularisent les prémolaires, canines et incisives du maxillaire et leurs tissus périphériques.
Elle se termine au niveau du foramen infra-orbitaire donnant des rameaux pour la paupière inférieure, la partie latérale du nez, la lèvre supérieure et la joue.
Elle s'anastomose avec les artères faciale, alvéolaire supérieure et postérieure, buccale et angulaire.

## Aspect clinique
Les injections anti-rides peuvent parfois provoquer des embolies par occlusion artérielle donnant des accidents vasculaires cérébraux et des cécités.